# 慶州韓国水力原子力FC
慶州韓国水力原子力FC（キョンジュ・ハングクスリョクウォンジャリョク・エフシー、朝鮮語: 경주 한국수력원자력 FC、英: Gyeongju Korea Hydro & Nuclear Power Football Club）は、韓国・慶尚北道慶州市にホームを置くサッカークラブである。慶州KHNP FCとも。K3リーグ所属。
韓国では大田コレイルに次いで歴史の長いサッカークラブである。

## 概要
韓国電力公社 (KEPCO) の前身となる京城電気株式会社のサッカー部として1945年創立。このチームは朝鮮戦争のために活動停止してしまう。1961年に京城、朝鮮、南鮮の3電力会社が合併して韓国電力株式会社となり、翌1962年2月に韓国電力サッカー部として再びチームが創設され、1964年からはじまった全国実業サッカー連盟戦に韓国電力FCとして参加した。
2001年に韓国水力原子力株式会社 (KHNP) がKEPCOから分社化されて設立されると、サッカークラブの運営も移管されて韓国水力原子力FCとなった。
2003年からはナショナルリーグに参加。2013年に本拠地を慶州市に移転して慶州韓国水力原子力FCとなった。なお、オーナー企業のKHNPも2016年に本社を慶州市に移転している。

## タイトル

### 国内タイトル
- ナショナルリーグ：2回
  - 2017、2018

- ナショナルサッカー選手権大会：3回
  - 2008、2014、2019

- 大韓民国全国体育大会：1回
  - 1967

- 全国サッカー選手権大会：2回
  - 1962、1965

- 大統領杯全国サッカー大会：1回
  - 1962、1965

## 歴代所属選手
- 許丁茂 1978-1980
- 高基衢（朝鮮語版） 2003、2011-2012
- 崔源權（朝鮮語版） 2014
- 金玟哉 2016
- 金泳厚（朝鮮語版） 2017